# 대한민국 민법 제450조
대한민국 민법 제450조는 지명채권양도의 대항요건에 대한 민법조문이다.

## 조문
제450조(지명채권양도의 대항요건) (1) 지명채권의 양도는 양도인이 채무자에게 통지하거나 채무자가 승낙하지 아니하면 채무자 기타 제삼자에게 대항하지 못한다.

(2) 전항의 통지나 승낙은 확정일자 있는 증서에 의하지 아니하면 채무자이외의 제삼자에게 대항하지 못한다.

第450條(指名債權讓渡의 對抗要件) ① 指名債權의 讓渡는 讓渡人이 債務者에게 通知하거나 債務者가 承諾하지 아니하면 債務者 其他 第三者에게 對抗하지 못한다.
②前項의 通知나 承諾은 確定日字있는 證書에 依하지 아니하면 債務者 以外의 第三者에게 對抗하지 못한다.

## 비교 조문
일본민법 제467조(지명채권의 양도의 대항요건) 1. 지명채권의 양도는 양도인이 채무자에게 통지를 하거나, 또는 채무자가 승낙을 하지 아니하면 채무자 기타의 제3자에게 대항할 수 없다.
2. 전항의 통지 또는 승낙은 확정일자가 있는 증서에 의하여 하지 아니하면 채무자 이외의 제3자에게 대항할 수 없다.

## 사례
- 정은 2017년 4월 5일 갑에게 700만 원을 빌려준 후 변제기일인 2017년 6월 5일 지급청구를 했으나, 당시 돈이 궁해진 갑은 자신이 을에게 700만 원을 받을 것이 있는데 그 채권을 양도해 줄 테니 을에게 그 돈을 받으라고 해 이를 승낙하면서 을 명의로 된 차용증을 갑에게서 받다. 그리고 2017년 6월 12일 을에게 갑에게서 채권을 양도받았으니 정에게 지급할 것을 통지했으나 을은 갑에게서 병에게 그 채권을 양도했음을 2017년 6월 10일자 내용증명우편으로 받았다고 하면서 정에게 지급할 수 없다. 정은 차용증서도 가지고 있으며 병보다 먼저 채권양도를 받았는데, 이런 경우 정과 병 중, 채권양도인 갑은 을에 대해 가지고 있는 700만 원의 채권을 정에게 양도한 사실에 대해서는 직접 을에게 통지하지 않았을 뿐만 아니라 확정일자 있는 증서로 통지하지도 않았음에 반해 병에게 위 채권을 양도한 사실에 대하는 확정일자 있는 증서인 내용증명우편으로 통지한 것이므로, 실제로는 정이 병보다 먼저 채권의 양도를 받았더라도 갑이 을에 대해 가지고 있던 채권은 병에게 양도된 것으로 보게 된다[1].

## 판례
- 임대인이 보증금반환청구채권의 양도통지를 받은 후에는 임대인과 임차인 사이에 임대차계약의 갱신이나 계약기간 연장에 관하여 합의가 있더라도 그 효과는 보증금반환채권의 양수인에 대하여는 미칠 수 없다[2].
- “민법 제450조 제1항 소정의 채권양도의 통지는 양도인이 채무자에 대하여 당해 채권을 양수인에게 양도하였다는 사실을 통지하는 이른바 관념의 통지로서, 채권양도가 있기 전에 미리 하는 사전통지는 채무자로 하여금 양도의 시기를 확정할 수 없는 불안한 상태에 있게 하는 결과가 되어 원칙적으로 허용될 수 없다[3]
- 민법 제450조 2항은 단지 임의규정에 반대되는 의미의 강행규정에 불과하고, 국제사법 제7조가 의미하는 국제적 강행규정이라고 할 수 없다[4]
- 주택분양보증약관에 의해 승계시공자가 수분양자에게 미지급 분양대금 채권을 갖게 된다고 하더라도 그 중 분양자의 기성고에 상응하는 분양대금 채권은 원래 분양자가 이미 취득한 채권으로서 수분양자의 수익의 의사표시에 의하여 승계시공자에게 양도되는 실질을 갖는 것이므로, 분양자?수분양자?승계시공자가 그 채권의 양도를 제3자에 대한 관계에서 대항하기 위해서는 민법 제450조 제2항을 준용하여 확정일자 있는 증서에 의한 수익의 의사표시 또는 승낙이 있어야 한다[5]
- . 채권이 이중으로 양도된 경우의 양수인 상호간의 우열은 통지 또는 승낙에 붙여진 확정일자의 선후에 의하여 결정할 것이 아니라, 채권양도에 대한 채무자의 인식, 즉 확정일자 있는 양도통지가 채무자에게 도달한 일시 또는 확정일자 있는 승낙의 일시의 선후에 의하여 결정하여야 할 것이고, 이러한 법리는 채권양수인과 동일 채권에 대하여 가압류명령을 집행한 자 사이의 우열을 결정하는 경우에 있어서도 마찬가지이므로, 확정일자 있는 채권양도 통지와 가압류결정 정본의 제3채무자(채권양도의 경우는 채무자)에 대한 도달의 선후에 의하여 그 우열을 결정하여야 한다.[6]

## 참고문헌
- 오수원. (2017). 프랑스에서의 지명채권양도의 채무자에 대한 대항요건의 변용과 일본민법 제467조의 불완전한 대항요건제도의 성립. 저스티스,, 59-85.

## 같이 보기
- 대한민국 민법 제480조 변제자의 임의대위
- 대한민국 민법 제349조